# Rivière (athlétisme)
 (août 2024).
Si vous disposez d'ouvrages ou d'articles de référence ou si vous connaissez des sites web de qualité traitant du thème abordé ici, merci de compléter l'article en donnant les références utiles à sa vérifiabilité et en les liant à la section « Notes et références ».
Pour les articles homonymes, voir Rivière (homonymie).

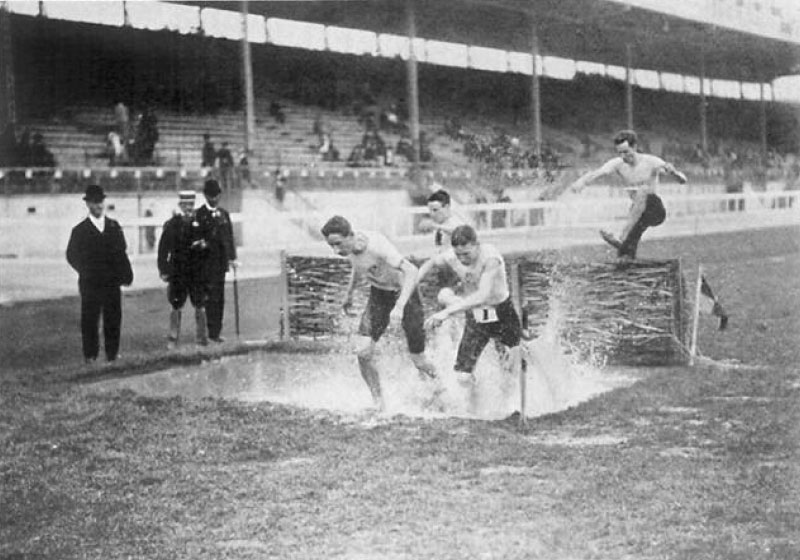
Un franchissement de rivière lors des Jeux olympiques de Londres de 1908.

En athlétisme, la rivière est une fosse remplie d'eau utilisée uniquement lors des courses de steeple, située après une barrière que les coureurs franchissent 7 fois.

## Taille et profondeur
Le fossé de 70 cm de profondeur et de 3,66 mètres de largeur comme de longueur s'élève progressivement jusqu'à atteindre la hauteur de la piste,. Les barrières actuelles qui précèdent la « fosse » ne sont pas mobiles, contrairement aux autres que les coureurs franchissent lors d'un steeple.

## Position sur le stade
La rivière est généralement située à l'intérieur du virage suivant le départ du 200 mètres. Quelques stades ont cependant une rivière placée à l'extérieur de la piste, mais les compétitions internationales ne peuvent alors pas s'y tenir.

## Influence sur la course
La rivière est un passage important de la course, puisqu'elle est à la fois spectaculaire mais aussi décisive. En effet, plus le coureur saute loin, moins la profondeur de l'eau est importante et donc moins elle le gêne. Cependant, atterrir hors de l'eau, ce qui est difficile à réaliser, est un handicap à cause de la violence du choc, que l'eau permet d'amortir.